# Гакпе, Серж
Серж Гакпе́ (фр. Serge Gakpé; 7 мая 1987, Бонди, Франция) — тоголезский футболист, полузащитник. Выступал за сборную Того.

## Клубная карьера
Серж начинал заниматься футболом в команде «Понто-Комбо». В 14 лет он безуспешно попытался поступить в Академию Клерфонтен. Несмотря на неудачу Гакпе сумел обратить на себя внимание селекционеров «Монако», к молодёжной команде которого и присоединился.
6 января 2006 года Гакпе провел первый матч за «Монако» в Кубке Франции, забив два мяча в ворота «Рон Валле». 22 января 2006 года Серж дебютировал в Лиге 1 в матче против «Ланса». Уже на 7-й минуте игры Гакпе удалось забить гол..
15 февраля 2006 года нападающий дебютировал в еврокубках в матче Кубка УЕФА против швейцарского «Базеля». Всего в первом сезоне за «Монако» Гакпе провёл 13 матчей в чемпионате и забил 2 мяча.
4 января 2007 года Серж подписал трёхлетний контракт с монегасками, который вскоре был продлён ещё на один год. За следующие три сезона Серж провёл 66 матчей и отличился 9 раз.
В 2010 году Гакпе был отдан в аренду в «Тур», выступавший в Лиге 2. В составе «Тура» тоголезец дебютировал 29 января 2010 года в матче против «Лаваля». За период полугодичной аренды Гакпе провёл 17 матчей и забил 5 мячей.
31 января 2011 года Серж перешёл в «Нант». 5 февраля он уже дебютировал за новый клуб, отыграв весь матч против «Лаваля».
22 января 2012 года Гакпе был отдан в аренду с опцией выкупа в льежский «Стандард». В Бельгии Серж провёл 19 игр и забил один мяч. По окончании срока аренды было объявлено, что «Стандард» не заинтересован в приобретении игрока, и Гакпе возвратился в «Нант».
4 февраля 2015 года полузащитник подписал трёхлетний контракт с итальянским «Дженоа», который вступил в силу после открытия летнего трансферного окна. 30 августа 2015 года Серж отметился первым забитым мячом в новом клубе.

## Карьера в сборной
Несмотря на то, что Серж родился во Франции и выступал за юношеские и молодёжные сборные этой страны, в 2009 году он решил выступать за сборную своей исторической родины — Того. Серж был в заявке сборной на Кубок африканских наций 2010, однако после нападения на автобус с игроками тоголезцы по указанию правительства страны покинули турнир.
В 2013 году Гакпе в составе сборной принял участие в Кубке африканских наций 2013, сыграв во всех 4 матчах сборной и забив 1 мяч. Сборная Того дошла до четвертьфинала турнира, в котором лишь в дополнительное время проиграла сборной Буркина-Фасо.

## Достижения
Сборная Франции (до 18 лет)
- Обладатель кубка Меридиана: 2005